# Combiné nordique sur grand tremplin aux Jeux olympiques de 2010
Pour un article plus général, voir Combiné nordique aux Jeux olympiques de 2010.
Navigation
Sotchi 2014
L'épreuve individuelle de combiné nordique aux Jeux olympiques de 2010 sur grand tremplin a lieu le 25 février 2010 à Whistler. L'Américain Bill Demong remporte l'épreuve devant son compatriote Johnny Spillane et l'Autrichien Bernhard Gruber.

## Format
L'épreuve commence par un saut sur le grand tremplin d'une taille de 140 mètres. Ensuite, les différences de points sont converties en secondes selon le tableau de Gundersen. Les athlètes partent selon le classement du saut dans la course de ski de fond de 10 kilomètres et l'arrivée de cette course détermine le classement final.

## Réactions
De nombreuses personnes dont Eric Frenzel ont déclaré que les conditions n'avaient pas été équitables lors du saut. Bill Demong remporte la première médaille d'or des États-Unis dans cette discipline. Quelques heures après sa victoire, il demande sa petite amie en mariage et le couple apparaît au The Today Show.

## Résultats

### Saut à ski
L'épreuve de saut à ski a lieu à 10 h 00.
| Rang | Dossard | Nom                 | Nationalité        | Longueur (m) | Points | Différence de temps |
| ---- | ------- | ------------------- | ------------------ | ------------ | ------ | ------------------- |
| 1    | 27      | Bernhard Gruber     | Autriche           | 134,0        | 127,0  | 0,00                |
| 2    | 39      | Johnny Spillane     | États-Unis         | 129,0        | 118,5  | +34 s               |
| 3    | 28      | Janne Ryynänen      | Finlande           | 128,0        | 117,0  | +40 s               |
| 4    | 30      | Christoph Bieler    | Autriche           | 127,5        | 116,8  | +41 s               |
| 5    | 18      | François Braud      | France             | 127,5        | 116,3  | +43 s               |
| 6    | 37      | Bill Demong         | États-Unis         | 127,0        | 115,5  | +46 s               |
| 7    | 10      | Lukas Runggaldier   | Italie             | 126,5        | 114,2  | +51 s               |
| 8    | 40      | Pavel Churavý       | République tchèque | 126,0        | 114,0  | +52 s               |
| 9    | 31      | Akito Watabe        | Japon              | 125,0        | 112,5  | +58 s               |
| 10   | 33      | Petter Tande        | Norvège            | 123,5        | 109,8  | +1 min 09 s         |
| 10   | 41      | Mario Stecher       | Autriche           | 123,5        | 109,8  | +1 min 09 s         |
| 12   | 38      | Björn Kircheisen    | Allemagne          | 123,5        | 108,8  | +1 min 13 s         |
| 13   | 34      | Todd Lodwick        | États-Unis         | 122,5        | 108,7  | +1 min 13 s         |
| 13   | 36      | Alessandro Pittin   | Italie             | 122,5        | 108,7  | +1 min 13 s         |
| 15   | 12      | Tommy Schmid        | Suisse             | 125,0        | 108,5  | +1 min 14 s         |
| 16   | 32      | Hannu Manninen      | Finlande           | 122,5        | 107,7  | +1 min 17 s         |
| 17   | 19      | Georg Hettich       | Allemagne          | 121,5        | 106,3  | +1 min 23 s         |
| 18   | 17      | Tomáš Slavík        | République tchèque | 120,5        | 104,7  | +1 min 29 s         |
| 19   | 13      | Espen Rian          | Norvège            | 120,5        | 104,2  | +1 min 31 s         |
| 20   | 3       | Aleš Vodseďálek     | République tchèque | 119,5        | 102,8  | +1 min 37 s         |
| 21   | 9       | Sergey Maslennikov  | Russie             | 118,5        | 101,2  | +1 min 43 s         |
| 21   | 20      | Sebastien Lacroix   | France             | 118,5        | 101,2  | +1 min 43 s         |
| 23   | 2       | Armin Bauer         | Italie             | 117,5        | 99,8   | +1 min 49 s         |
| 24   | 26      | Ronny Heer          | Suisse             | 115,0        | 96,0   | +2 min 04 s         |
| 25   | 21      | Jaakko Tallus       | Finlande           | 115,5        | 95,8   | +2 min 05 s         |
| 26   | 1       | Niyaz Nabeev        | Russie             | 115,5        | 95,3   | +2 min 07 s         |
| 27   | 16      | Giuseppe Michielli  | Italie             | 114,0        | 94,0   | +2 min 12 s         |
| 28   | 43      | Magnus Moan         | Norvège            | 112,5        | 91,7   | +2 min 21 s         |
| 29   | 46      | Jason Lamy-Chappuis | France             | 113,0        | 91,5   | +2 min 22 s         |
| 30   | 29      | Norihito Kobayashi  | Japon              | 112,0        | 90,5   | +2 min 26 s         |
| 31   | 22      | Taihei Katō         | Japon              | 112,5        | 90,2   | +2 min 27 s         |
| 32   | 6       | Gašper Berlot       | Slovénie           | 112,5        | 89,2   | +2 min 31 s         |
| 33   | 11      | Mitja Oranič        | Slovénie           | 111,0        | 88,5   | +2 min 34 s         |
| 34   | 15      | Yūsuke Minato       | Japon              | 110,0        | 87,0   | +2 min 40 s         |
| 35   | 42      | Tino Edelmann       | Allemagne          | 109,5        | 86,3   | +2 min 43 s         |
| 36   | 24      | Miroslav Dvořák     | République tchèque | 107,5        | 83,8   | +2 min 53 s         |
| 37   | 14      | Tim Hug             | Suisse             | 107,0        | 82,5   | +2 min 58 s         |
| 38   | 23      | Seppi Hurschler     | Suisse             | 107,5        | 82,3   | +2 min 59 s         |
| 39   | 8       | Maxime Laheurte     | France             | 106,0        | 80,0   | +3 min 08 s         |
| 40   | 45      | Felix Gottwald      | Autriche           | 105,5        | 78,8   | +3 min 13 s         |
| 41   | 44      | Eric Frenzel        | Allemagne          | 104,5        | 74,2   | +3 min 31 s         |
| 42   | 5       | Jason Myslicki      | Canada             | 99,5         | 69,3   | +3 min 51 s         |
| 43   | 4       | Volodymyr Trachuk   | Ukraine            | 99,5         | 68,8   | +3 min 53 s         |
| 44   | 35      | Anssi Koivuranta    | Finlande           | 97,5         | 66,3   | +4 min 03 s         |
| 45   | 25      | Mikko Kokslien      | Norvège            | 96,5         | 64,2   | +4 min 11 s         |
| 46   | 7       | Taylor Fletcher     | États-Unis         | 82,0         | 38,0   | +5 min 56 s         |

### Ski de fond
La course de ski de fond a lieu à 14 h 00.
| Rang                                | Dossard | Nom                 | Nationalité        | Retard au départ | Temps du ski de fond | Rang du ski de fond | Retard final  |
| ----------------------------------- | ------- | ------------------- | ------------------ | ---------------- | -------------------- | ------------------- | ------------- |
| Médaille d'or, Jeux olympiques      | 6       | Bill Demong         | États-Unis         | +46 s            | 24 min 46 s 9        | 2                   | 0,00          |
| Médaille d'argent, Jeux olympiques  | 2       | Johnny Spillane     | États-Unis         | +34 s            | 25 min 02 s 9        | 7                   | +4 s 0        |
| Médaille de bronze, Jeux olympiques | 1       | Bernhard Gruber     | Autriche           | –                | 25 min 43 s 7        | 19                  | +10 s 8       |
| 4                                   | 16      | Hannu Manninen      | Finlande           | +1 min 17 s      | 24 min 49 s 0        | 4                   | +33 s 1       |
| 5                                   | 8       | Pavel Churavý       | République tchèque | +52 s            | 25 min 14 s 9        | 9                   | +34 s 0       |
| 6                                   | 11      | Petter Tande        | Norvège            | +1 min 09 s      | 25 min 02 s 2        | 6                   | +38 s 3       |
| 7                                   | 13      | Alessandro Pittin   | Italie             | +1 min 13 s      | 25 min 00 s 6        | 5                   | +40 s 7       |
| 8                                   | 10      | Mario Stecher       | Autriche           | +1 min 09 s      | 25 min 12 s 1        | 8                   | +48 s 2       |
| 9                                   | 9       | Akito Watabe        | Japon              | +58 s            | 25 min 23 s 7        | 11                  | +48 s 8       |
| 10                                  | 4       | Christoph Bieler    | Autriche           | +41 s            | 25 min 40 s 7        | 18                  | +48 s 8       |
| 11                                  | 7       | Lukas Runggaldier   | Italie             | +51 s            | 25 min 40 s 6        | 17                  | +58 s 7       |
| 12                                  | 3       | Janne Ryynänen      | Finlande           | +40 s            | 26 min 00 s 9        | 25                  | +1 min 08 s 0 |
| 13                                  | 14      | Todd Lodwick        | États-Unis         | +1 min 13 s      | 25 min 30 s 2        | 14                  | +1 min 10 s 3 |
| 14                                  | 5       | François Braud      | France             | +43 s            | 26 min 16 s 6        | 31                  | +1 min 26 s 7 |
| 15                                  | 28      | Magnus Moan         | Norvège            | +2 min 21 s      | 24 min 48 s 9        | 3                   | +1 min 37 s 0 |
| 16                                  | 15      | Tommy Schmid        | Suisse             | +1 min 14 s      | 26 min 11 s 7        | 29                  | +1 min 52 s 8 |
| 17                                  | 40      | Felix Gottwald      | Autriche           | +3 min 13 s      | 24 min 29 s 4        | 1                   | +2 min 09 s 5 |
| 18                                  | 29      | Jason Lamy-Chappuis | France             | +2 min 22 s      | 25 min 22 s 6        | 10                  | +2 min 11 s 7 |
| 19                                  | 21      | Sebastien Lacroix   | France             | +1 min 43 s      | 26 min 02 s 2        | 26                  | +2 min 12 s 3 |
| 20                                  | 12      | Björn Kircheisen    | Allemagne          | +1 min 13 s      | 26 min 33 s 5        | 37                  | +2 min 13 s 6 |
| 21                                  | 23      | Armin Bauer         | Italie             | +1 min 49 s      | 26 min 00 s 1        | 23                  | +2 min 16 s 2 |
| 22                                  | 24      | Ronny Heer          | Suisse             | +2 min 04 s      | 25 min 45 s 5        | 21                  | +2 min 16 s 6 |
| 23                                  | 27      | Giuseppe Michielli  | Italie             | +2 min 12 s      | 25 min 38 s 3        | 16                  | +2 min 17 s 4 |
| 24                                  | 17      | Georg Hettich       | Allemagne          | +1 min 23 s      | 26 min 32 s 5        | 36                  | +2 min 22 s 6 |
| 25                                  | 18      | Tomáš Slavík        | République tchèque | +1 min 29 s      | 26 min 29 s 8        | 35                  | +2 min 25 s 9 |
| 26                                  | 34      | Yūsuke Minato       | Japon              | +2 min 40 s      | 25 min 30 s 0        | 13                  | +2 min 37 s 1 |
| 27                                  | 30      | Norihito Kobayashi  | Japon              | +2 min 26 s      | 26 min 00 s 1        | 23                  | +2 min 53 s 2 |
| 28                                  | 36      | Miroslav Dvořák     | République tchèque | +2 min 53 s      | 25 min 36 s 7        | 15                  | +2 min 56 s 8 |
| 29                                  | 35      | Tino Edelmann       | Allemagne          | +2 min 43 s      | 25 min 52 s 0        | 22                  | +3 min 02 s 1 |
| 30                                  | 31      | Taihei Katō         | Japon              | +2 min 27 s      | 26 min 11 s 0        | 28                  | +3 min 05 s 1 |
| 31                                  | 38      | Seppi Hurschler     | Suisse             | +2 min 59 s      | 25 min 44 s 9        | 20                  | +3 min 11 s 0 |
| 32                                  | 25      | Jaakko Tallus       | Finlande           | +2 min 05 s      | 26 min 51 s 1        | 38                  | +3 min 23 s 2 |
| 33                                  | 37      | Tim Hug             | Suisse             | +2 min 58 s      | 26 min 02 s 3        | 27                  | +3 min 27 s 4 |
| 34                                  | 20      | Aleš Vodseďálek     | République tchèque | +1 min 37 s      | 27 min 29 s 8        | 41                  | +3 min 33 s 9 |
| 35                                  | 19      | Espen Rian          | Norvège            | +1 min 31 s      | 27 min 41 s 8        | 42                  | +3 min 39 s 9 |
| 36                                  | 22      | Sergey Maslennikov  | Russie             | +1 min 43 s      | 27 min 42 s 7        | 44                  | +3 min 52 s 8 |
| 37                                  | 32      | Gašper Berlot       | Slovénie           | +2 min 31 s      | 26 min 57 s 9        | 39                  | +3 min 56 s 0 |
| 38                                  | 39      | Maxime Laheurte     | France             | +3 min 08 s      | 26 min 24 s 2        | 33                  | +3 min 59 s 3 |
| 39                                  | 45      | Mikko Kokslien      | Norvège            | +4 min 11 s      | 25 min 23 s 9        | 12                  | +4 min 02 s 0 |
| 40                                  | 41      | Eric Frenzel        | Allemagne          | +3 min 31 s      | 26 min 12 s 6        | 30                  | +4 min 10 s 7 |
| 41                                  | 33      | Mitja Oranič        | Slovénie           | +2 min 34 s      | 27 min 42 s 1        | 43                  | +4 min 43 s 2 |
| 42                                  | 43      | Volodymyr Trachuk   | Ukraine            | +3 min 53 s      | 26 min 25 s 2        | 34                  | +4 min 45 s 3 |
| 43                                  | 26      | Niyaz Nabeev        | Russie             | +2 min 07 s      | 28 min 35 s 6        | 45                  | +5 min 09 s 7 |
| 44                                  | 42      | Jason Myslicki      | Canada             | +3 min 51 s      | 27 min 02 s 4        | 40                  | +5 min 20 s 5 |
| 45                                  | 46      | Taylor Fletcher     | États-Unis         | +5 min 56 s      | 26 min 17 s 5        | 32                  | +6 min 40 s 6 |
|                                     | 44      | Anssi Koivuranta    | Finlande           | +4 min 03 s      |                      | DNS                 |               |